# Seznam estonskih igralcev
Seznam estonskih igralcev.

## A
- Heilo Aadla - Argo Aadli - Agnes Aaliste - Viive Aamisepp - Ott Aardam - Henn Aare - Inna Aare - Irja Aarma - Jüri Aarma - Reet Aarma - Andre Aarniste - Mart Aas - Marta Aasa - Kristel Aaslaid - Katri Aaslav-Tepandi - Ants Aasmaa - Irja Aav - Murel Aav - Tõnu Aav - Evald Aavik - Ervin Abel - Margus Abel - Mari Abel - Tamara Abel - Maia Adari - Olga Adari - Rudolf Adelmann - Karl Ader - Voldemar Ader - Kais Adlas - Raivo Adlas - Enn Adusson - Ilse Adusson - Rein Aedma - Ada Ahi - Dajan Ahmetov - Liisa Aibel - Marika Aidla - Endel Aimre – Lembit Aimre - Linda Ainla - Elmo Ainula - Anti Ainumäe - Riina Airenne - Silvi Ait - Ira Ajango - Alide Alaküla - Ellen Alaküla - Robert Alamaa - Randar Alango - Rudolf Alari - Nata Albring-Kruusmann - Urmas Alender - Voldemar Alev - Martin Algus - Armin Alla - Illi Allabert - Rudolf Allabert - Ljuba Aller - Elise Allik - Peeter Allik - Alli Alliksoo - Andrus Allikvee - Otto Aloe - Milli Altermann - Theodor Altermann - Anna Alt-Jakobson - Anna Altleis - Jaan Altleis - Kaarli Aluoja - Hannes Ambos - Ants Ander - Anu Ander - Lehte Ander - Ago Anderson - Rein Andre - Valve Andre - Karin Andrekson - Paula Andrekson - Ludmilla Andrianova - Ain Anger - Endel Ani - Eva Annast - Helgi Annast - Sergi Annilo - Maria Annus -  Rednar Annus - Robert Annus -  Rein Anon - Nadežda Antipenko - Maimu Anto - Lembit Anton - Eugen Antoni - Ljubov Antoni - Olavi Antons - Jenny Anvelt - Astrid Arak - Sirje Arbi - Aleksander Arder - Helmi Aren - Rein Aren - Väino Aren - Anu Arendi - Juta Arg - Toivo Arnover - Inge Arro - Aleksander Arry - Ines Aru - Leida Aru - Jaanika Arum - Virve Aruoja - Heino Arus - Tiit Aruvee - Jim Ashilevi - Erki Aule - Edmund Aumere - Merle Aunpuu - Aleksander Aur - Ajjar Ausma - Märt Avandi - Maria Avdjuško

## B
- Tõnu Bachmann - Marika Barabanštšikova - Eino Baskin - Roman Baskin - Ruts Bauman - Laura Baumverk - Ülle Bernhardt-Hertmann - Lydia Bock

## D
- Karin Devis-Kaasik - Svetlana Dorošenko - Andres Dvinjaninov

## E
- Toomas Edur - Olev Eek - Aleksander Eelmaa - Taavi Eelmaa - Andrus Eelmäe - Lembit Eelmäe - Ivo Eensalu - Marika Eensalu - Enno Eesmaa - Epp Eespäev - Elle Eha - Valve Ehala - Helmi Einer - Aino Einla - Anna Ekston - Kitty Eller - Kai Elling - Kristel Elling - Rauno Elp - Herta Elviste - Eino Ende - Richard Ende - Aili Engelberg - Rudolf Engelberg - Roland Engman - Elvira Ennok - Heino Ennok - Elita Erkina - Andero Ermel - Theodor Ers - Iivi Ervin - Ants Eskola - Olev Eskola - Mihkel Essmann - Ita Ever

## F
- Veera Fjodorova - Jaan Freimann

## G
- Ellen Grünfeldt

## H
- Liis Haab - Ahto Haabjärv - Jaan Haabjärv - Alar Haak - Maarja Haamer - Raul Haaristo - Juss Haasma - Aino Haav - Maire Haava - Verner Hagus - Uko Halla - Priit Hallap - Arvi Hallik - Alide-Johanna Halliste - Mati Hammer - Rene Hammer - Enn Hango - Teet Hanschmidt - Benno Hansen - Kristjan Hansen - Leopold Hansen - Mall Hansen - Johan Hansing - Meelis Hansing - Wilhelmine Hansing - Anatoli Hanson - Ravo Hanura - Liivika Hanstin - Heikki Haravee - Alvi Hargel - Jaan Hargel - Dmitri Hartšenko - Sven Heiberg - Terje Heido - Jaak Hein - Valentina Hein - Viive Hein - Uno Heinapuu - Marian Heinat - Kersti Heinloo - Norbert Heinloo - Anu Heinsalu - Helle-Reet Helenurm - Tiit Helimets - Mare Hellam - Hilda Hellas - Ludmilla Hellat-Lemba - Julius Helsblum - Neeme Henk - Ago Herkül - Imbi Herm - Evald Hermaküla - Endla Hermann - Agate Hiielo - Siina Hiievälja - Elfriede Hilden - Valdur Himbek - Mercedes Hink - Aavo Hinno - Lea Holst - Emmy Holz - Agnes Holt - Vladislav Horuženko - Toomas Hussar - Ludmilla Hussar - Aado Hõimre - Lembit Härm - Martin Härm - Tiit Härm - Viiu Härm - Edkar Härmson

## I
- Tiina Ideon - Hermann Iila - Ella Ilbak - Andres Ild - Linda Ilja - Kaja Ilmjärv - Helgi Ilo - Marie Ilves - Tamara Imre - Aita Indrikson - Villem Indrikson - Tanel Ingi - Kaarel Ird - Ingrid Isotamm - Ingrid Iter - Guido Ivandi - Kati Ivaste - Aleksandr Ivaškevitš

## J
- Marta Jaago - Tiina Jaaksoo - Anna Jaamets - Henn Jaaniste - Margus Jaanovits - Erich Jaansoo - Allan Jaas - Peeter Jakobi - Maarja Jakobson - Viktor Jakovlev - Peeter Jalakas - Valter Janno - Vello Janson - Eike Joasoo - Ida Johannes - Kalju Johannson - Aire Johanson - Gustav Johanson - Jaak Johanson - Jaan Johanson - Uku Joller - Tanel Jonas - Ado Joonas - Leida-Marie Joonson - Mait Joorits - Janek Joost - Triin Jugapuu - Felix Juhandi - Aleksander Juhani - Jaanika Juhanson - Laine Juhansoo - Amanda Juhkamson - Aljo Juhkum - Karl Jungholz - Marilyn Jurman - Lii Jõe - Jaak Jõekallas - Mare Jõgeva - Ants Jõgi - Arli Jõgi - Elsa Jõgi - Julie Jõgi - Rudolf Jõks - Toomas Jõõger - Merle Jääger - Endel Jägala - Eduard Järs - Julius Järve - Leili Järve - Malle Järve - Andres Järvela - Leontine Järvepera - Arne Järvesaar - Jüri Järvet - Lemme Järvi - Tatjana Järvi - Ene Järvis - Ninel Järvson - Merle Jääger - Udo Jääger - Leida Jürgens - Peeter Jürgens - Milvi Jürgenson - Juhan Jürgo - Meta Jürgo - Aili Jürissaar - Ain Jürisson - Veiko Jürisson - Mikk Jürjens - Elmar Jürmann - Vello Jürna - Faime Jürno

## K
- Anu Kaal - Johannes Kaal - Ellen Kaarma - Harri Kaasik - Vaike Kaasik - Katri Kaasik-Aaslav - Maie Kaasikmäe - Mihkel Kabel - Karl Kadak - Epp Kaidu - Erich Kajandi - Veera Kala - Marie Kalbek - Märt Kalbus - Konstantin Kald - Mati Kalda - Piret Kalda - Kalle Kaldma - Tiit Kaldma - Hans Kaldoja - Lauri Kaldoja - Johannes Kaljola - Hannes Kaljujärv - Rasmus Kaljujärv - Peeter Kaljumäe - Erika Kaljusaar - Ülle Kaljuste - Karl Kalkun - Aksel Kallas - Kalju Kallas - Vera Kallas - Aivar Kallaste - Harry Kallaste - Juhan Kallaste - Vivian Kallaste - Imbi Kallikorm - Rudolf Kalm - Ida Kalme - Hanno Kalmet - Henrik Kalmet - Karl-Andreas Kalmet - Leo Kalmet - Madis Kalmet - Toomas Kalmet - Mari Kamp - Mart Kampus - Anu Kanarik - Liia Kanemägi - Mari Kangilaski - Rein Kangro - Guido Kangur - Villu Kangur - Helmi Kann - Karli Kannelmäe - Paul Kannuluik - Tiina Kapper - Kalju Karask - Eha Kard - Harald Kard - Peeter Kard - Ann Karden - Tiina Kareda - Peeter Karell - Jüri Karindi - Katrin Karisma - Herta Karjamets - Feliks Kark - Tõnu Kark - Kaarel Karm - Karin Karm - Priit Karm - Alina Karmazina - Aita Karo - Väino Karo - Eliisabet Karotam - Sten Karpov - Jelena Karpova - Marta Karring - Eedo Karrisoo - Voldemar Karro - Ott Kartau - Aino Kartul - Lehte Karula - Vaike Karusoo - Naima Kasak - Aiki Kase - Kristjan Kasearu - Anne Kasemets - Kaire Kasetalu - Erni Kask - Irina Kask - Jaanus Kask - Teet Kask - Tõnis Kask - Valentine Kask - Arnold Kasuk - Linda Kasuk - Leia Kasumets - Artur Kattai - Helgi Kattai - Tõnis Kattai - Tõnu Kattai - Oiva Kaupinen - Sirje Kaur - Albina Kausi - Enn Keerd - Lembit Kees - Marie Kei - Hannes Kelder - Aleksander Keller - Guido Kenner - Ireen Kennik - Maimu Kents - Johannes Kepp - Ago-Endrik Kerge - Raido Keskküla - Elvi Kesküla - Marina Kesler - Sirje Kets - Arnold Kettman - Elise Kevend - Urmas Kibuspuu - August Kiho - Jaan Kiho - Vaike Kiik - Voldemar Kiin - Kaljo Kiisk - Joosep Kiiver - Aleksander Kikas - Eduard Kikas - Lea Kikas - Kiira Kikerpuu - Gunnar Kilgas - Paul Kilgas - Tõnu Kilgas - Kaarel Kilvet - Artur Kink - Lauri Kink - Virve Kiple - Merilin Kirbits - Vallo Kirs - Verni Kirs - Olev Kitsas - Lulu Kitzberg-Pappel - Avo Kittask - Enn Kivi - Eve Kivi - Heino Kivi - Mihkel Kivilaan - Elmar Kivilo - Katrin Kivimägi - Ants Kivirähk - Arnold Kivirähk - Ingrid Kivirähk - Garibaldi Kivisalu - Diana Klas - Ada Klein - Aleksander Kleius - Maria Klenskaja - Rein Klink - Enn Klooren - Mati Klooren - Anti Kobin - Meta Kodanipork - Jüri Koger - Heli Kohv - Katrin Kohv - Milvi Koidu - Külli Koik - Liisi Koik - Artur Koit - Jaan Kolberg - Linda Kolde - Mart Koldits - Ants Kollo - Peeter Kollom - Kalju Komissarov - Luule Komissarov - Hanno Kompus - Ita Kongas - Amalie-Luise Konsa - Linda Konsap - Erna Konts - Leida Koorits - Malle Koost - Gerda Kopp - Helju Koppa - Einari Koppel - Elvi Koppel - Jaak Koppel - Milvi Koppel - Teet Koppel - Mark Koritko - Erna Korjus - Maile Korjus - Kalev Korkma - Marika Korolev - Ants Korv - Enn Kose - Kädi Kosenkranius - Lidia Kostandi - Rein Kotkas - Enn Kraam - Rudolf Kraav - Tarvo Krall - Saima Kranig - Anni Kreem - Toomas Kreen - Uno Kreen - Kersti Kreismann - Valentina Kremen - Allan Kress - Tiia Kriisa - Maimu Krinal - Tiina Kripsaar - Priit Kripson - Madli Kristjuhan - Jüri Krjukov - Endel Kroon - Tooni Kroon - Theodor Krull - Viktor Krull - Berta Krumm - Hendrik Krumm - Piret Krumm - Arnold Krupp - Ernst Kruuda - Hugo Kruuda - Heikki Kruus - Ants Kruusement - Arvo Kruusement - Priit Kruusement - Vilja Kruusement - Elli Kubjas - Veli Kudres - Salme Kuik - Aino Kukepuu - Vello Kukesoo - Jaana Kukk - Terje Kukk - Tiina Kukli - Arvo Kukumägi - Adja Kuljus - Riivo Kuljus - Galina Kulkina - Arnold Kull - Elle Kull - Juhan Kull - Katrin Kullamaa - Heino Kulvere - Katrin Kumpan - Helle Kuningas - Neeme Kuningas - Tiina Kuningas - Karol Kuntsel - Sven Kuntu - Nadia Kurem - Raivo Kuremaa - Vambola Kurg - Eduard Kurnim - Jaan Kurnikoff - Alma Kurtna - Anna-Liisa Kurve - Igor Kurve - Alo Kurvits - Kitty Kuskova - Voldemar Kuslap - Jenny Kuslapuu - Antonina Kusminina - Vladimir Kuzmin - Laine Kuulma - Vally Kuurman - Claire Kuus - Edmar Kuus - Heljo Kuusemets - Ilmar Kuusemets - Niina Kuusik - Paul Kuusik - Tiit Kuusik - Ivo Kuusk - August Kuuskemaa - Betty Kuuskemaa - Linda Kuusma - Aleksander Kõiv - Eino Kõiv - Martin Kõiv - Kaarel Kõive - Milvi Kõnnusaar - Kaie Kõrb - Hele Kõre - Ludmilla Kõrts - Mati Kõrts - Alo Kõrve - Harry Kõrvits - Viiu Kõrvits - Adolf Käis - Andrus Kämbre - Ants Känd - Volli Käro - Ervin Kärvet - Aasa Käsi - Risto Kübar - Jüri Kühn - Aino Külvand - Eduard Külvet - Aksel Küngas - Feliks Künnapuu - Riho Kütsar - Alfred Kütt - Marianne Kütt - Jakob Küüts

## L
- Aadu Laabus - Marta Laan - Ants Laande - Piret Laanelepp - Aare Laanemets - Paul Laanemets - Ave Laanoja - Aleksander Laar - Ly Laar - Adolf Laas - Helle Laas - Paul Laasik - Voldemar Laason - Lia Laats - Väino Laes - Lauri Lagle - Lembit Lahe - Anna Laht - Arvo Laid - Milvi Laid - Tatjana Laid - Silvia Laidla - Liis Laigna - Ants Lainevool - Mart Laisk - Leida Laius - Anu Lamp - Elsa Lamp - Tõnn Lamp - Johannes Lampson - Alma Landberg - Lilli Laoniidu - Alfred Laos - Arne Laos - Rein Laos - Roland Laos - Vladimir Laptev - Tont Laretei - Aleksander Larin - Ly Lasner - Jüri Lass - Liis Lass - Juri Latko - Alice Lattik - Amandus Lattik - Katariina Lauk - Erki Laur - Hugo Laur - Mart Laur - Miroslav Laur - Piret Laurimaa - Arno Lauring - Ants Lauter - Jaan Leemets - Asta Lees - Kristel Leesmend - Mare Leet - Kai Leete - Voldemar Leetjärv - Liia Leetmaa - Rete Leetna - Aili Leetva - Veera Leever - Juta Lehiste - Leonid Lehtla - Magda Lehtla - Uno Leies - Siiri Leinatamm - Aime Leis - Aadu Leissar - Johanna-Marie Leissar - Mall Leissar - Reet Leissar - Herta Lember - Vaadu Lember - Eduard Lemmiste - Urmas Lennuk - Astrid Lepa - Ester Lepa - Margus Lepa - Andres Lepik - Iivi Lepik - Leida Lepik - Mait Lepik - Triin Lepik - Kadri Lepp - Nieves Lepp - Tõnis Lepp - Agnes Lepp-Kaasik - Rea Lest - Leida Levald - Tiiu Levald - Pirjo Levandi - Martin Libene - Lydia Liblikmann - Ülle Lichtfeldt - Katre Lidmets - Karl Liigand - Oskar Liigand - Arnold Liiger - Eduard Liiger - Ellen Liiger - Albert Liik - Jörgen Liik - Edmund Liim - Juha Liira - Hilja Liiv - Salme Liiv - Senta Liiv - Ants Liivak - Maria Lee Liivak - Lembit Liivamägi - Aleksander Lilbok - Artur Lill - Ella Lill - Mari Lill - Mari-Liis Lill - Pille Lill - Aino Lilla - Helga Lilleorg - Tiit Lilleorg - Valentin Lind - Kaja Lindal - Lisl Lindau - Mart Lindebaum - Liis Lindmaa - Artur Linnamägi - Tõnno Linnas - Eva Linnumägi - Osvald Lipp - Sergius Lipp - Teodor Lipp - Hella Lippasaar - Susy Lipp-Jakobson - Ly Lippur - Ülo Lodeson - Epp Lohk - Natali Lohk - Valdeko Loigu - Uno Loit - Anu Lomp - August Lomp - Lydia Loo - Raine Loo - Verner Loo - Virve Loodsalu - Priit Loog - Niini Loona - Maire Loorents - Lilian Looring - Marje Loorits - Venno Loosaar - Ida Loo-Talvari - Asta Lott - Salme Lott - Mae Luha - Elmar Luhats - Kata-Riina Luide - Juhan Luik - Markus Luik - Milvi Luik - Sulev Luik - Vilma Luik - Natalia Lukaševitš - Pille Lukin - Ella Lukk-Kudu - Jüri Lumiste - Olga Lund - Ada Lundver - Inga Lunge - Lydia Lust - Meta Luts - Tiit Luts - Valter Luts - Ain Lutsepp - Lilli Lutter - Väino Luup - Veera Luur - Toomas Lõhmuste - Karin Lätsim - Vaike Lätt - Elmar Lätti - Tanel Lään - Amanda Lääne - August Lääne - Karin Lätti - Johannes Lükki - Bernhard Lülle - Ago Lüüdik

## M
- Martin Maagen - Anne Maasik - Elsa Maasik - Maie Maasik - Õie Maasik - Linda Madis - Mart Madiste - Kleer Maibaum-Vihmar - Kaido Maidla - Riina Maidre - Raimu Maiksar - Teo Maiste - Paul Maivel - Lembit Majas - Vello Makke - Roman Maksimuk - Tiina Mälberg - Eva Malleus - Hilda Malling - Franz Malmsten - Hugo Malmsten - Mait Malmsten - Rein Malmsten - Priit Manavald - Henry Mandel - Heino Mandri - Maimu Mardi - Eve Maremäe - Anne Margiste - Elmar Maripuu - Enna Maripuu - Nikolai-Feodor Maripuu - Theo Maripuu - Lehte Mark - Anna Markus - Jüri Markus - Leo Martin - Mare Martin - Valli Martin - Elmar Martinson - Maire Martinson - Loore Martma - Therese Masing - Ella Masing-Grünberg - Marko Matvere - Virve Meerits - Aleksander Meermann - Eva Meil - Ellu Meister - Zoja Mellov - Aarne Melts - Helene Meltsas - Ludvig Menning - Märt Meos - Helle Meri - Vello Merimaa - Alfred Mering - Mai Mering - Triinu Meriste - Agne Merit - Karl Merits - Lydia Merits-Sepa - Maria Merjanskaja - Helena Merzin - Leonhard Merzin - Laine Mesikäpp - Maarika Mesipuu-Veebel - Raivo Mets - Harald Metsis - Marje Metsur - August Michelson - Kaie Mihkelson - Hans Miilberg - Carmen Mikiver - Mikk Mikiver - Tõnu Mikiver - Mart Mikk - Tõnu Mikk - Enno Mikkelsaar - Olga Mikk-Krull - Marina Mikk-Murakin - Ilmar Mikkor - Margus Mikomägi - Silja Miks - Madis Milling - Sirje Minhof - Peeter Mirski - Bruno Mitt - Helene Mitt - Maarja Mitt - Manivalde Mitt - Oskar Mitt - Felix Moor - Kertu Moppel - Terese Mugasto - Truuta Muld - Mai Murdmaa - Mari Murdvee - Hilje Murel - Jaan Muri - Natalja Murina - Maret Mursa - Raido Murss - Anu Murss-Põldar - Mati Murumaa - Taavet Mutsu - Leida Mõttus - Polli Mõtus - Ain Mäeots - Paul Mäeots - Lembit Mägedi - Aarne Mägi - Aleksander Mägi - Alice Mägi - Arvi Mägi - Laine Mägi - Lembo Mägi - Maigret Mägi - Marin Mägi - Paul Mägi - Tõnis Mägi - Viktor Mägi - Andres Mähar - Tiina Mälberg - Maarika Mälksoo - Aleksander Mälton - Reet Mändmets - Tarmo Männard - Marju Männik - Mai Männiko - Ilmar Märks - Erika Määrits - Ellen Mölder - Milvi Mölder - Pauline Mölder - Mari Möldre - Hilda Möldroo - Ida Möller-Tüür - Aleksander Müller - Jaan Mürk - Thomas Mürk - Armilde Müür - Mart Müürisepp

## N
- Ernst-Eduard Naaris - Helju Nael - Elvi Nander - Heinrich Nau - Lauri Nebel - Eve Neem - Kersti Neem - Eero Neemre - Gerd Neggo - Veera Nelus - Marek Nepomnjaštši - Helmi Nerep - Ilmar Nerep - Katrin Nielsen - Hans Nieländer - Ellen Niglas - Eduard Niilus - Jüri Niin - Aleksander Niine - Tõnis Niinemets - Arno Niitof - Rufina Noor - Taisto Noor - Allan Noormets - Andres Noormets - Ants Nopri - Henrik Normann - Eva Novek - Peeter Novoseltsev- Jekaterina Novosjolova - Egon Nuter - Rudolf Nuude - Laura Nõlvak - Endel Nõmberg - Artur Nõmmik - Enn Nõmmik - Renee Nõmmik - Sulev Nõmmik - Ella Nõmtak - Milli Nõmtak - Kaili Närep - Elmo Nüganen - Saara Nüganen

## O
- Marta Ohaka - Andres Oja - Peeter Oja - Pääru Oja - Rein Oja - Tõnu Oja - Helga Ojalo - Madis Ojamaa - Eduard Ojamets - Indrek Ojari - Tiit Ojasoo - Age Oks - Andres Oks - Madis Ollikainen - Liina Olmaru - Rein Olmaru - Asta Olo - Kati Ong - Katrin Oolo - Margus Oopkaup - Helmi-Marie Oot - Raivo Opsola - Ain Orav - Aksel Orav - Illart Orav - Jaanus Orgulas - Maimu Orgussaar - Juri Orlov - Liina Orlova - Kalju Orro - Kaarel Orumägi - Ülle Orusalu - Andres Ots - Artur Ots - Asta Ots - Georg Ots - Jori Ots - Karl Ots - Senta Ots - Toomas Ots - Kuno Otsus - Velda Otsus - Benita Otti - Heino Otto

## P
- Heljo Paas - Reet Paavel - Voldemar Paavel - Linda Paberit - Endel Padrik - Paula Padrik - Olaf Paesüld - Voldemar Pahkla - Ants Pahla - Maria Paimre - Ella Pajo - Louise Elisabeth Pajo - Maimu Pajusaar - Ester Pajusoo - Rein Pakk - Meelis Pakri - Herman Palang - Voldemar Paldre - Aivo Paljasmaa - Arkadi Pallo - Erna Pallo - Mari Palm - Mati Palm - Bernhard Palmberg - Merle Palmiste - Ksenia Palmre - Külli Palmsaar - Tiit Palu - Anne Paluver -  Maret Pank - Voldemar Panso - Alma Papp - Ülo Papp - Koidula Pappel - Marje Parikas - Harri Paris - Dagmar Parmas - Kai Parmas - Marie Parrik - Leida Parrol - Elmerice Parts - Enn Parve - Raimo Pass - Eduard Pea - Lauri Pedaja - Priit Pedajas - Taavi Pedriks - Malle Peedo - Leida Peekmann - Boris Peensaar - Ao Peep - Helend Peep - Maret Peep - Emma Peeri - Marju Peerna - Karin Peetri - Valdo Peetri - Salme Peetson - Ragne Pekarev - Terje Pennie - Richard Peramets - Lembit Peterson - Maria Peterson - Marius Peterson - Laura Peterson - Ferdinand Pettai - Kaljo Pettai - Härm Pihl - Helle Pihlak - Ella Piho - Ene Piir - Olga Piiroja - Hilda Piir-Rosenthal - Athalie Pilden - Ants Piller - Netty Pinna - Paul Pinna - Signe Pinna - Joseph Pirchan - Astrid Pirn - Rudolf Plakk - Sergei Podekrat - Mirtel Pohla - Mari Pokinen - Marika Poobus - Madli Poola - Endel Poom - Paul Poom - Salme Poopuu - Veiko Porkanen - Elanda Porrmann - Tiia Porss - Kristiina-Hortensia Port - Taavet Poska - Vilma Poska - Elena Poznjak-Kõlar - Voldemar Praakel - Margus Prangel - Tarmo Prangel - Aleksandra Pranno - Anu Presjärv - Linnar Priimägi - Eneken Priks - Priit Prillup - Jaak Prints - August Promen - Ain Prosa - Arnold Pruuli - Helena Pruuli - Valter Prügi - Hillar Puhm - Peep Puis - Eduard Pukk - Theodor Puks - Liisa Pulk - Hans Pulst - Kristi Pumbo - Mia Pumbo - August Puna - Hedi Pundonen - Jenny Pungar - Helga Purre - Lulo Purre - Alice Puss-Stamm - Ahti Puudersell - Ellu Puudist - Helmi Puur - Sirje Puura - Väino Puura - Uno Puusaag - Jaan Puusepp - Mare Puusepp - Sergi Puusepp - Andres Puustusmaa - Inge Põder - Julius Põder - Lembit Põder - Elli Põder-Roht - Meelis Põdersoo - Üllar Põld - Karl-Robert Põlde - Kristian Põldma - Vahur-Paul Põldma - Alari Põldoja - Olev Põldoja - Aleksandra Põldots - Dan Põldroos - Priit Põldroos - Oskar Põlla - Nikolai Põlluaas - Eduard Põltsamaa - Priit Põltsamaa - Elina Pähklimägi - Irina Pähn - Leontine Päiv - Marie Päiv - Eha Pärg - Eero Pärgmäe - Viktor Päri - Aaro Pärn - Andres Pärn - Endel Pärn - Katrin Pärn - Maarius Pärn - Malle Pärn - Mart Pärna - Irina Pärtel - Piret Päär - Alide Päärson - Pille Pürg - Eva Püssa - Valdek Pütsep - Aleksander Püvi

## R
- Enn Raa - Helle Raa - Tõnu Raadik - Andres Raag - Arvo Raag - Kaljo Raag - Doris Kristina Raave - Helvi Raamat - Rita Raave - Ande Rahe - Anneli Rahkema - Aino Raid - Kaarin Raid - Jane Raidma - Irene Raiend - Jüri Raiend - Magda Raik - Riide Raik - Arvo Raimo - Thea Raist - Ernst Raiste - Lembit Rajala - Christopher Rajaveer - Eduard Ralja - Kadri Rämmeld - Meelis Rämmeld - Leida Rammo - Leida Rammul - Eve Randkivi - Iivi Randla - Lauri Randla - Adele Randoja - Evald Randoja - Juhan Randoja - Aleksander Randviir - Tiiu Randviir - Dagmar Rang - Johannes Ranna - Aili Rannaste - Ülo Rannaste - Irina Ranniku - Rein Ranniku - Karin Rask - Priit Ratas - Ursula Ratasepp - Elsa Ratassepp - Jaan Ratassepp - Rudolf Ratassepp - Valdeko Ratassepp - Jaan Ratnik - Otto Raud - Heino Raudam - Ott Raudheiding - Priit Raudkivi - Bert Raudsep - Gert Raudsep - Geeni Raudsepp - Kristiina Raudsepp - Peeter Raudsepp - Heino Raudsik - Sirje Raudsik - Päären Raudvee - Evi Rauer - Piret Rauk - Illaria Raukas - Ott Raukas - Mauri Raus - Sander Raus - Alfred Rebane - Johannes Rebane - Mati Rebane - Milli Rebane - Sander Rebane - Tiina Rebane - Ly Rebbas - Salme Reek - Anne Reemann - Ranet Rees - Jarmo Reha - Leino Rei - Linda Reial - Magda Reiart - Susy Reiart - Anu Reidak - Helmi Reilas - Reet Reiljan - August Reiman - Liina Reiman - Hilda Reimann - Nelly Rein - Ester Reinart - Tiiu Reinau - Riina Reinik - Veljo Reinik - Ivo Reinok - Elina Reinold - Anti Reinthal - René Reinumägi - Linda Reinup - Jaan Rekkor - Astrid Relve - Salme Remmelgas - Annely Renel - Kalju Renel - Aleksander Resta - Kaur Riismaa - August Riismann - Heino Rikas - Elga Rips - Aino Ripus - Valve Ristma - Elts Ristmägi - Liia Ritsing - Mait Robas - Aleksei Rodionov - Veera Rogožina - Jaanus Rohumaa - Adele Roman - Jussi Romot - Ago Roo - Johannes Rooberg - Robert Rood - Pille Roomere - Ilmar Roomets - Lydia Roos - Peeter Roos - Eliise Paula Roosa - Jüri Roosaar - Aime Roosileht - Andres Roosileht - Herbert Roosman - Reet Rootare - Heiki Roots - Martin Roots - Riho Rosberg - Valentin Ross - Valentina Rossar - Julius Rossfeldt - Ludvig Rost - Siim Rulli - Ilse Rumbalu - Aimi Rumessen - Maaja Rumessen - Linda Rummo - Elly Rump - Felix Rump - Marta Rungi - Paul Ruubel - Tarmo Ruubel - Tene Ruubel - Aarne Ruus - Erik Ruus - Karin Ruus - Anu Ruusmaa - Jaan Rõõmussaar - Hele Rähn - Vambola Rähn - Ene Rämmeld - Kadri Rämmeld - Meelis Rämmeld - Riho Räni - Gita Ränk - Maila Rästas - Peeter Rästas - Illar Rätsep - Tõnis Rätsep - Rita Rätsepp - Toomas Rätsepp - Tiina Rääk - Lensi Römmer - Aigi Rüütel - Raivo Rüütel - Helgur Rosental

## S
- Aare Saal - Indrek Saar - Johannes Saar - Maire Saar - Tõnu Saar - Kalju Saareke - Karl Robert Saaremäe - Üllar Saaremäe - Liisa Saaremäel - Toomas Saarepera - Liina Saari - Elfriede Saarik - Anni Saariste - Yrjö Saarnio - Sulev Saarup - Hilda Sabbe - Reinhold Sachker - Aivo Sadam - Maie Saealle - Tiia Saealle - Alexius Sagor - Reimo Sagor - Külliki Saldre - Viljo Saldre - Dimitri Saliste - Ago Saller - Helgi Sallo - Eduard Salmistu - Elmar Salulaht - Inga Salurand - Haili Sammelselg - Indrek Sammul - Jaan Sammul - Vaike Saral - Helmi Sarap - Salme Sarapuu - Arnold Sarv - Kristjan Sarv - Meelis Sarv - Aleks Sats - Katrin Saukas - Ellen Saul - Hans Saul - Jaan Saul - Tõnis Saul - Margit Saulep - Larissa Savankova - Konstantin Savi - Leonid Savitski - Irina Savuskan - Maiken Schmidt - Paul-Erich Schneider - Eevi Schütz - Sepo Seeman - Aino Seep - Henno Sein - Oskar Seliaru - Tambet Seling - Enno Selirand - Heino Seljamaa - Lydia Seller - Linda Sellistemägi - Ülo Selter - Angelina Semjonova - August Sepp - Endel Sepp - Hilja Sepp - Kustav Sepp - Ott Sepp - Paul Sepp - Selma Sepp - Peep Seppik - Karin Sepre - Olev Serg - Alice Serman - Hilda Sestov - Julius Sestov - Jaan-Willem Sibul - Richard-Voldemar Siig - Jenny Siimon - Johannes Siimsen - Samuel Siirak - arnold Sikkel - Piret Sikkel - Anni Silbermann - Eili Sild - Tarmo Sild - Kaja Sildna - Ilmar Silla - Mall Sillandi - Nadežda Sillar - Errart Sillart - Ants Simm - Aivar Simmermann - Endel Simmermann - Maret Simmo - Rain Simmul - Piret Simson - Larissa Sintsova - Valve Sirel - Elise Sisask - Larissa Skljanskaja-Uher - Kaia Skoblov - Mihkel Smeljanski - Tamara Solodnikova - Linnar Solvi - Arthur Sommer - Maie Sommer - Maimu Sonn - Leida Soom - Mare Soomre - Eda Soomus - Lembit Soone - Tamara Soone - Hilda Sooper - Helje Soosalu - Valter Soosõrv - Ago Soots - Anna Soots - Sophie Sooäär - Aarne Soro - Arnold Spirka - Eero Spriit - Elonna Spriit - Margus Stalte - Alma Steinberg - Peter Andreas Christoph Johann Steinsberg - Priit Strandberg - Albin Strutzkin - Anneli Suits - Maret Suits - Tiina Suits - Tiit Sukk - Simeoni Sundja - August Sunne - Väino Suri - Hugo Sutt - Toomas Suuman - Maie Suurallik - Arno Suurorg - Nikolai Suursööt - Mena Suvari - Enn Suve - Ida Suvero - Tarvo Sõmer - Inna Sõrmus - Selma Sõõro - Voldemar Sõõro - Alfred Sällik - Grete Sällik - Andres Särev - Anna Särev - Valter Särg - Veera Särgava - Leila Säälik - Kaarel Söödor - Magda Söödor - Heiko Sööt - Meeli Sööt - Galina Süvalep - Kulno Süvalep

## T
- Indrek Taalmaa - Inna Taarna - Nadežda Taarna - Garmen Tabor - Margus Tabor - Andres Tabun - Kai Tabun - Anatoli Tafitšuk - Tarmo Tagamets - Marvi Taggo - Rein Taidla - Toomas Taimla - Viktor Taimre - Agu Tali - Alli Tali - Leo Talimaa - Lydia Tall - Asta Talpsepp - Jullo Talpsepp - Valentina Taluma - Aino Talvi - Aarne Talvik - Leelo Talvik - Merle Talvik - Kadri Tamberg - Jaak Tamleht - Aino Tamm - Aleksander Tamm - Anna Tamm - Arno Tamm - Elisabet Tamm - Herbert Tamm - Julius Tamm - Katariina Tamm - Kiiri Tamm - Raivo E. Tamm - Salme Tamm - Signe Tamm - Tõnu Tamm - Meeta Tammai - Karin Tammaru - Peeter Tammearu - Leili Tammel - Alli Tammemets - Paul Tammeveski - Kalev Tammin - August Tammisaar - Diana Tammisto - Meeli Tammu - Aasa Tammur - Ilmar Tammur - Indrek Tamre - Elo Tamul - Kadi Taniloo - Linda Tanni - Jaan Tappel - Martin Taras - Eero Tari - Villu Tari - Ludmilla Tarm - Lia Tarmo - Ruut Tarmo - Maria Tarre - Marta Tarto - Harry Tarvo - Merike Tatsi - Ellen Tauden - Tiina Tauraite - Urve Tauts - Anna Techner - Hugo Techner - Aleksander Teder - Alma Teder - Hella Teder - Ross Teder - Lii Tedre - Peeter Tedre - Artur Tedremägi - Eido Tee - Kalju Tee - Kristi Teemusk - Külli Teetamm - Aleksander Teetsov - Olly Teetsov - Harry Teffel - Liina Tennosaar - Tõnu Tepandi - Taavi Teplenkov - Virve Tepp - Sulev Teppart - Alfred Teras - Erika Tetzky - Ida Thomson - Aino Tigane - Eva Tihane - Klaudia Tiidus - Klaudia Tiitsmaa - Elsa Tiitsman - Piia Tiitus - Juta Tikandt - Mairi Tikerpalu - Mihkel Tikerpalu - Tiina Tikk - Friedrich Tilk - Silvia Tilk - Ella Timmer - Eduard Tinn - Olev Tinn - Ülle Tinn - Juta Tints - Doris Tislar - Oleg Titov - Asta Tofer - Valdur Tohera - Ants Toiger - Aare Toikka - Anni Toi-Puskar - Eduard Toman - Felix Tomberg - Kärt Tomingas - Aivar Tommingas - Mare Tommingas - Harald Tomson - Jaan Tomson - Toomas Tondu - Ann-Ester Toom - Helgi Toom - Kaarel Toom - Taimo Toomast - Magda Toome - Mart Toome - Jaan Tooming - Ilmar Toomla - Sirje Toomla - Harriet Toompere - Hendrik Toompere - Hendrik Toompere juunior - Maie Toompere - Ülle Toompuu - Linda Toomsalu - Enn Toona - Liki Toona - Reeda Toots - Evald Tordik - Heino Torga - Erika Torger - August Torim - Olga Torokoff-Tiideberg - August Torop - Tiit Tralla - Raivo Trass - Jüri Trei - Lee Trei - Malle Treial - Agnes Treier - Karl Triipus - Aleksander-Harald Trilljärv - Elmar Trink - Mait Trink - Aida Truu - Hilda Truu - Mai Truupõld - Valdo Truve - Linda Tubin - Taago Tubin - Veiko Tubin - Kadri Tudre - Lo Tui - Tambet Tuisk - Voldemar Tuisk - Andres Tukk - Ülle Tundla - Eduard Turban - Fausti Turban - Anna Turp - Ruuben Tuudur - Vello Tuulik - Anne Tuuling - Margus Tuuling - Guido Tuvi - Tiina Tõnis - Taavi Tõnisson - Epp Tõniste - Juhan Tõnopa - Annika Tõnuri - Regina Tõško - Siiri Tähe - Jaan Tätte - Veikko Täär - Eduard Türk - Maria Türk - Anne Türnpu - Triin Tüvi

## U
- Paul Udal - Are Uder - Alla Udovenko - Airi Udras - Tõnis Uibo - Väino Uibo - Alfred Uibopuu - Ilmar Uibopuu - Juhan Ulfsak - Lembit Ulfsak - Ülle Ulla - Eha Undo - Olli Ungvere - Katariina Unt - Svetlana Unt - Silvia Urb - Toomas Urb - Leida-Marie Urbel - Voldemar-Siegfried Urbel - Hedvig Urbla - Ain Urbsoo - Mari Urbsoo - Nero Urke - Inge Urmi - Jaan Urvet - Ia Uudelepp - Ella Uuehendrik - Ivo Uukkivi - Eino Uuli - Eevi Uus - Jan Uuspõld - Heino Uustal - Ragnar Uustal - Elve Uustalu

## V
- Helmut Vaag - Andrus Vaarik - Marika Vaarik - Marta Vaarik - Els Vaarman - Anu Vabamäe - Arvo Vabamäe - Janek Vadi - Laine Vaga - Kalju Vaha - Rein Vaharo - Aita Vaher - Alfred Vaher - Ingrit Vaher - Johannes Vaher - Margus Vaher - Aigi Vahing - Heli Vahing - Mart Vahtel - Liina Vahter - Roland Vahtmaa - Liina Vahtrik - Britta Vahur - Eeva Vahur - Carita Vaikjärv - Mati Vaikmaa - Nele-Liis Vaiksoo - Ants Vain - Arnold Vaino - Heino Vaks - Oskar Valdes - Tõnu Valdma - Viire Valdma - Villu Valdmaa - Enn Valdre - Silva Valdt - Maanus Valentin - Anne Valge - Edgar Valge - Imbi Valgemäe - Eduard Valgma - Katrin Valkna - Helja Valler - Alo Vallimäe - Eldor Valter - Evi Vanamölder - Helene Vannari - Paul Varandi - Made Varango - Olli Vare - Hilja Varem - Sergo Vares - Kaupo Varik - Uno Vark - Ardo Ran Varres - Elli Varts - Roman Varts - Harri Vasar - Viivika Vasar - Karl Vasko - Valentina Vassiljeva - Eduard Vedler - Thea Veelma - Ragne Veensalu - Kaido Veermäe - Anne Veesaar - Erivan Veesaar - Niina Veesaar - Dolores Vegman - Boleslaus Veidebaum - Herta Veidenbaum - Vootele Veikat - Ferdinand Veike - Martin Veinmann - Fritz Velberg - Kaspar Velberg - Ivo Velmet - Alma Veltmann - Melitta Vennikas - Elts Ventsel - Ermu Verme - Marika Vernik - Heikki-Rein Veromann - Õiela Verrev - Karl Verry - Iiris Vesik - Aime Veskimäe - Silvia Vestmann - Luule Veziko - Asta Vihandi - Oskar Vihandi - Ülo Vihma - Ingomar Vihmar - Erich Viidas - Kaili Viidas - Lydia Viidas - Juhan Viiding - Aleksander Viikholm - Olari Viikholm - Aleksander Viilma - Ants Viir - Helene Viir - Krista Viirand - Juta Viire - Tiiu Viires - Toomas Viires - Virve Viires - Johannes Viirg - Aarne Viisimaa - Heli Viisimaa - Teesi Viisimaa - Vello Viisimaa - Karl Viitol - Arnold Vikat - Edgar Vilba - Ain Vilbre - Kaire Vilgats - Ülo Vilimaa - Aleksandra Viljur - Kustas Viljur - Tuuli Vilks - Jaan Villard - Ellenide Viller - Epp Viller - Voldemar Viller - Asta Willmann - Erna Villmer - Anne Vilt - Aleksander Vimm - Hilja Viru - Hilda Visnap - Märt Visnapuu - Jevgeni Vlassov - Jüri Vlassov - Ilme Vohu - Margarita Voites - Peeter Volkonski - Peeter Volmer - Ants Vomm - Mare Voog - Tarvo Vridolin - Endel Vunk - Evelin Võigemast - Priit Võigemast - Alice Võrno - Hanna-Liina Võsa - Hermann Vähi - Minni Vähi - Ülo Vähi - Villu Vähk - Katrin Välbe - Helene Väli - Mare Väli - Velvo Väli - Udo Väljaots - Olga Vääter

## Õ
- Karl Õigus - Mihkel Õnnis - Imre Õunapuu - Inge Õunapuu - Rait Õunapuu - Lembit Õunroos

## Ü
- Albert Üksip - Aarne Üksküla - Kristjan Üksküla - Siina Üksküla - Ako Ülavere - Erich Ülevain - Maren Ülevain - Gertrud Üppis